# Predigtstuhlbahn

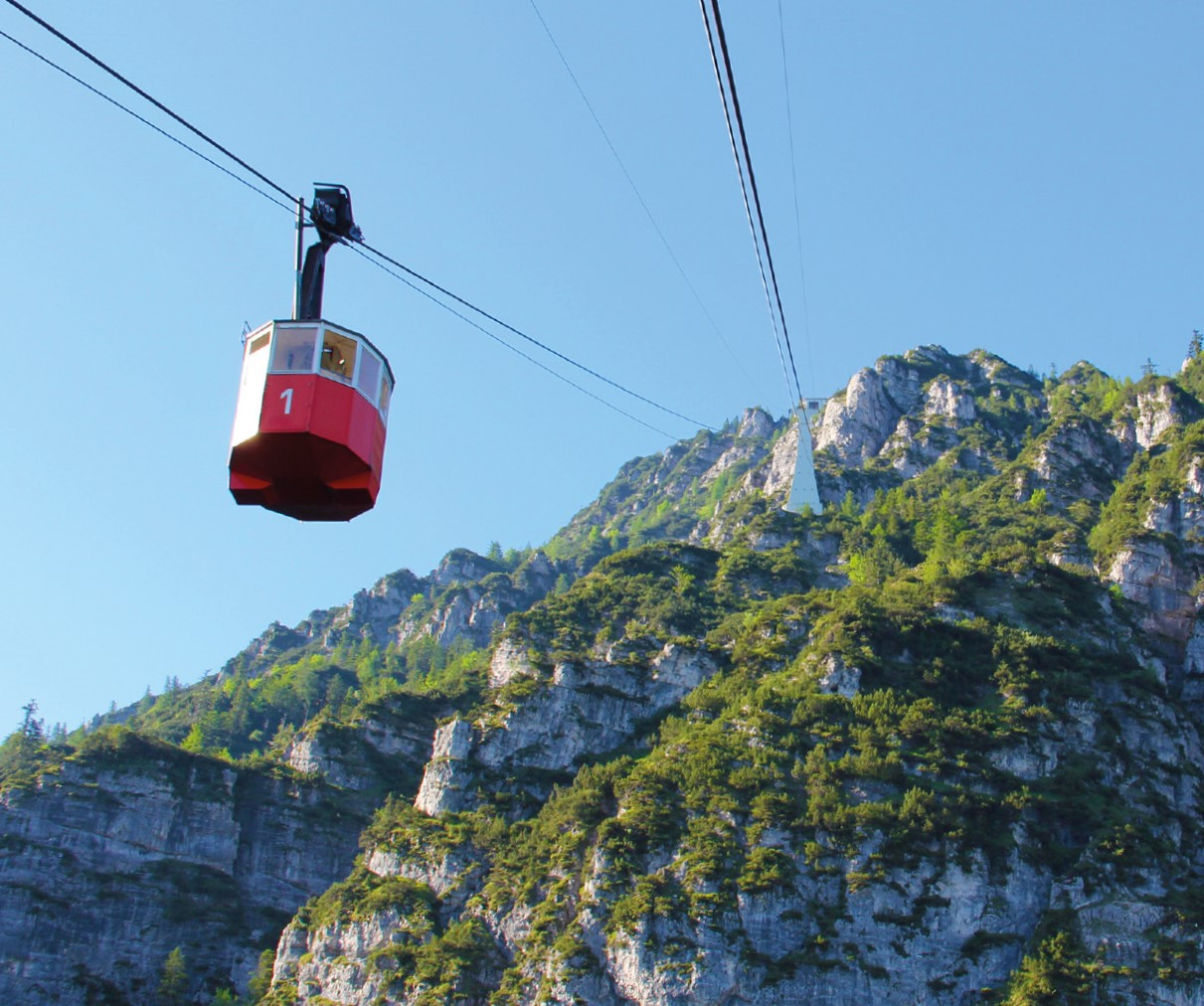
Pavillonkabine vor der zweiten Stütze

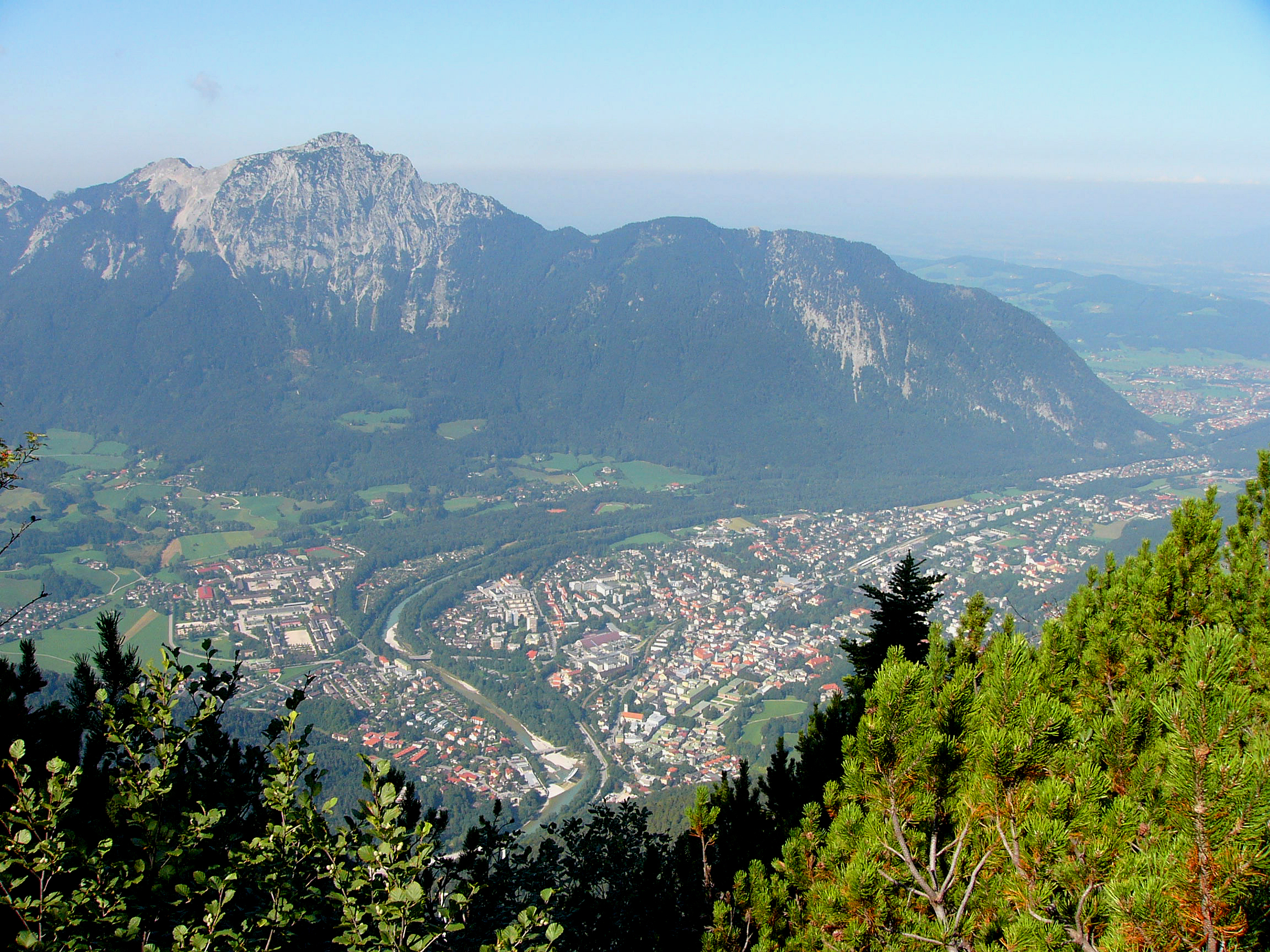
Blick vom Gipfel des Predigtstuhl auf Bad Reichenhall und den Hochstaufen

Die Predigtstuhlbahn ist eine denkmalgeschützte Luftseilbahn in Bad Reichenhall auf den Predigtstuhl. Sie nahm 1928 den Betrieb auf und ist damit die älteste im Original erhaltene Großkabinenseilbahn der Welt. Die Welt zählt sie zu den weltweit zehn spektakulärsten Seilbahnen.

## Errichtung und Geschichte
Mit dem Ziel, Bad Reichenhall Ende der 1920er Jahre als Kur- und Badeort wieder konkurrenzfähig zu machen, initiierten der Hotelier Alois Seethaler (Axelmannstein) und Kurdirektor Josef Niedermeier die Errichtung einer Seilbahn auf den Predigtstuhl, wofür zwischen 1926 und 1927 konkrete Planungen aufgenommen wurden.
Die drei von Otto Streck und Alfred Zenns geplanten „Monumentalstützen“ in Stahlbeton sowie die Berg- und Talstation wurden von der Hochtief AG unter Federführung des Architekten Wilhelm Kahrs im Stil einer vom Heimatstil geprägten Neuen Sachlichkeit ausgeführt.
Das Leipziger Unternehmen Adolf Bleichert & Co. fertigte und montierte zwischen August 1927 und Juni 1928 mit der eigentlichen Seilbahntechnik nach dem System Bleichert-Zuegg das Herzstück der Pendelbahn sowie die beiden synchron berg- bzw. talwärts fahrenden Kabinen vom Typ Pavillon. Die Drahtseile wurden von der Westfälischen Drahtindustrie aus Hamm geliefert. Alois Zuegg formulierte dabei den Anspruch, das beste und leistungsfähigste Konzept zu realisieren, denn „in Rücksicht auf das anspruchsvolle Kurpublikum von Bad Reichenhall darf es nicht an Eleganz und Bequemlichkeit fehlen.“ Am 1. Juli 1928 nahm die Predigtstuhlbahn den Betrieb auf.
Das originale Tragseil aus dem Jahr 1928 ist bis heute im Einsatz. Aus technischen Gründen und um den Sicherheitsanforderungen zu entsprechen, wird das Tragseil alle 12 Jahre um etwa 6 Meter versetzt, es sind aber noch Längenreserven vorhanden, um den Vorgang mehrere Jahrzehnte durchzuführen.
Seit 2006 steht die Predigtstuhlbahn unter Denkmalschutz.
Zum 90-jährigen Jubiläum 2018 wurden die renovierten Bereiche der Barlounge, der Gaststube und der Panoramaterrasse auf der Bergstation ihrer Bestimmung übergeben. Zu diesem Jubiläum war auch die Urenkelgeneration des ehemaligen Hersteller-Unternehmens Adolf Bleichert & Co. anwesend.

## Anbindung
Die nächstgelegene Bahnstation ist der Haltepunkt Bad Reichenhall-Kirchberg.

## Bergstation mit Restaurant und Hotel

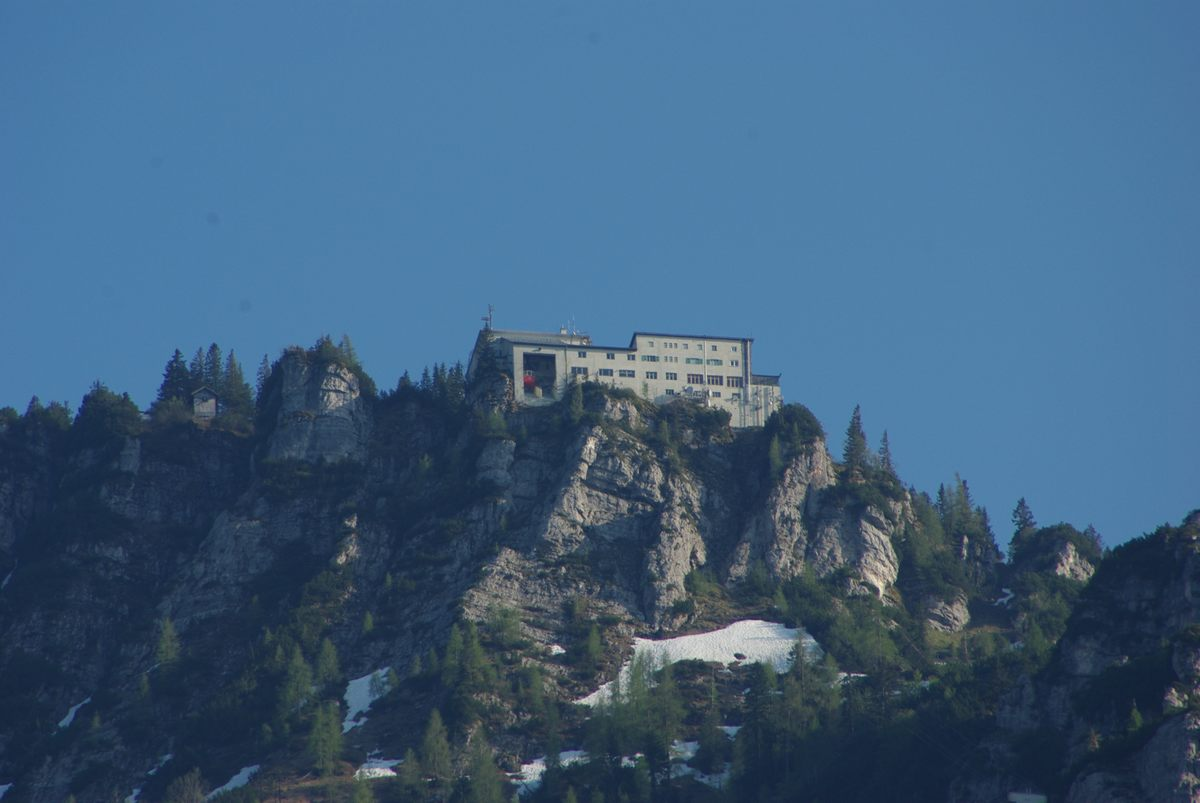
Bergstation mit Berghotel

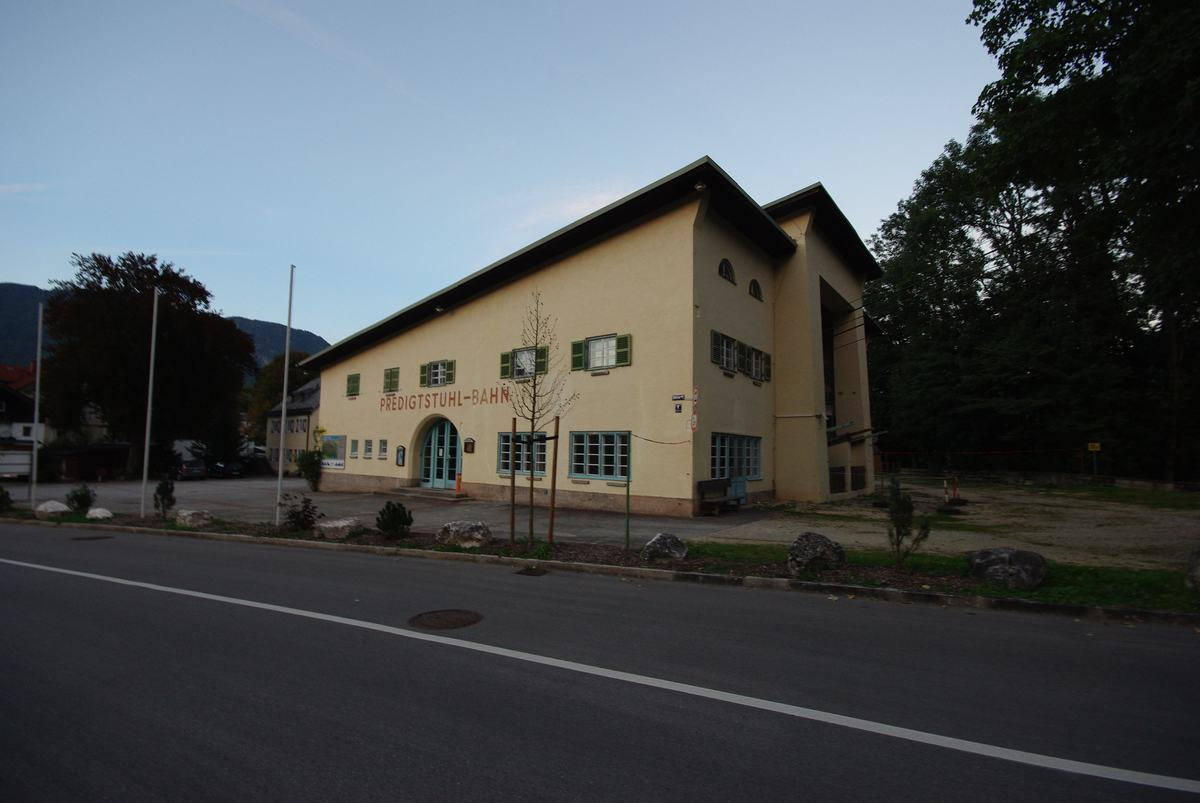
Talstation am Südtiroler Platz

Im Umfeld der Bergstation wurde am 6. Oktober 1928 auf 1583 m ü. NN auch ein Restaurant sowie ein Hotel eröffnet. Die Terrasse des Restaurants ermöglicht einen Rundblick auf Bad Reichenhall und Salzburg sowie auf die Chiemgauer und Berchtesgadener Alpen.
Der Betrieb des Hotels ist jedoch seit 2014 wegen notwendiger Sanierungsmaßnahmen stillgelegt. Um insbesondere für die Umstellung der Abwasserentsorgung von der bestehenden Klärgrube auf einen Kanal mit Zugang in das öffentliche Kanalnetz staatliche Fördermittel erhalten zu können, wurden am 2. Januar 2015 die zwei Flurstücke mit Bergstation und Hotel samt Restaurant unterhalb des Predigtstuhl-Gipfels unter der Bezeichnung „Auf dem Predigtstuhl“ offiziell zum zehnten Ortsteil der Stadt Bad Reichenhall.

## Freizeit und Sport
Die Bahn stellt einen bequemen Zugang zum Lattengebirge dar und verkürzt damit die Touren zu den einzelnen Gipfeln oder eine Überschreitung des Lattengebirges erheblich. Der Gleitschirmclub Albatros Reichenhall e. V. nutzt die Bahn, um die Startplätze in der Schlegelmulde und am Hochschlegel in kurzer Zeit zu erreichen.
Bis 1994 bestand am Predigtstuhl ein kleines Skigebiet mit zwei fixgeklemmten Einer-Sesselliften aus den Jahren 1957 und 1974. Die Skifahrer wurden mit der Predigtstuhlbahn auf den Berg zum Skigebiet und wieder zurück ins Tal gebracht. Zusätzlich war bei ausreichender Schneedecke auch eine Talabfahrt nach Schneizlreuth zum Baumgarten sowie zur Talstation über die schwierige Nordabfahrt möglich. Bis zur endgültigen Sperrung der Nordabfahrt Ende der 1980er Jahre verunglückten dort neun Skifahrer tödlich.

## Technische Daten
Angaben laut Betreiber:
- Höhe Talstation 476 Meter (m)
- Höhe Bergstation 1583 m
- Höhendifferenz 1107 m
- Länge 2380 m
- Größte Spannweite etwa 2000 m
- Maximale Steigung 75 %
- Höchste Stütze 32 m
- Größte Höhe über dem Boden 180 m
- Geschwindigkeit 18 km/h
- Gewicht der Tragseile 67,5 t
- Spanngewichte der Tragseile 104 t
- Antriebsleistung 150 PS
- Personen pro Wagen 25 + 1 Schaffner
- Fahrzeit knapp 9 Minuten

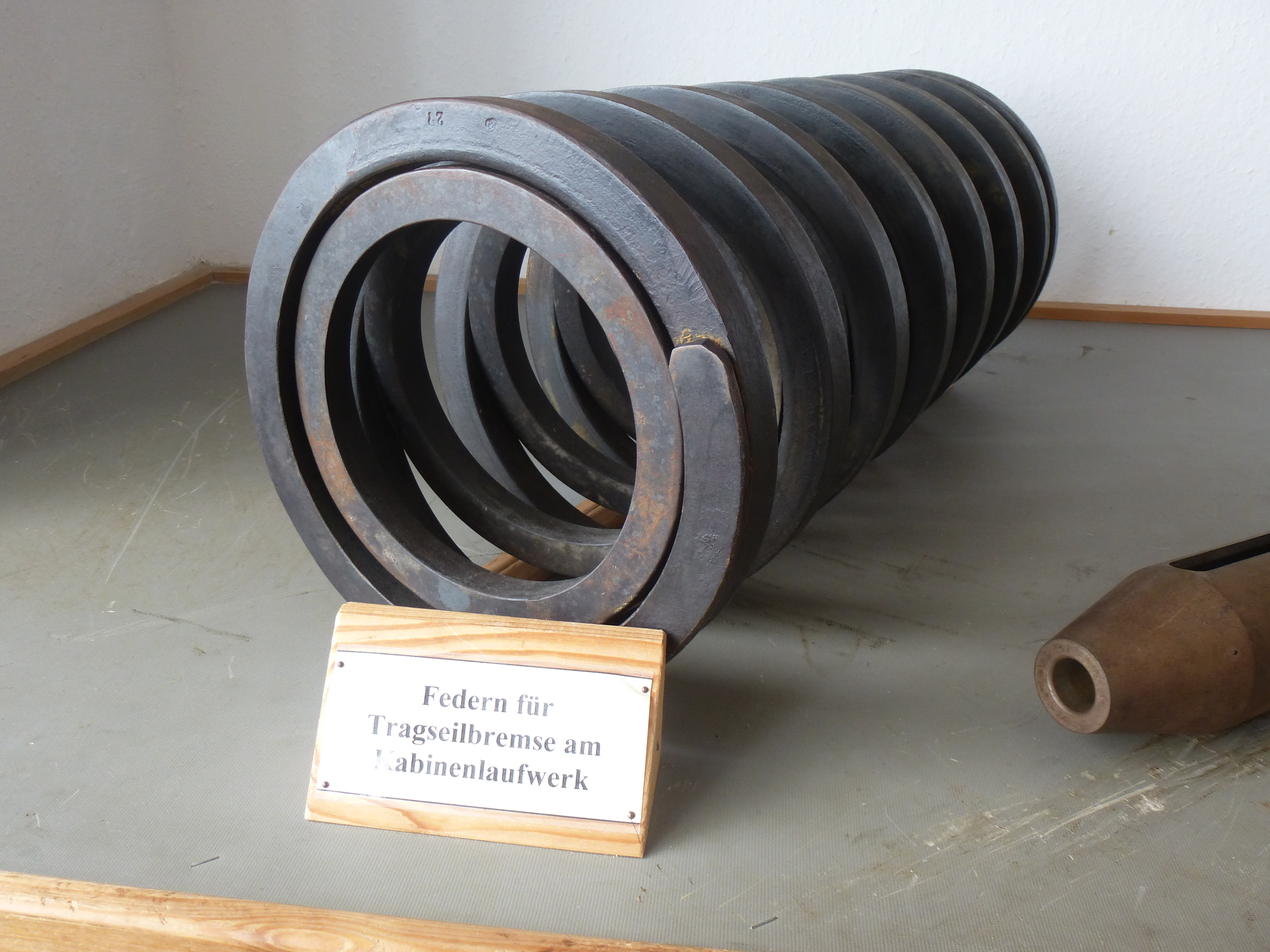
Federn für Tragseilbremse der Gondeln
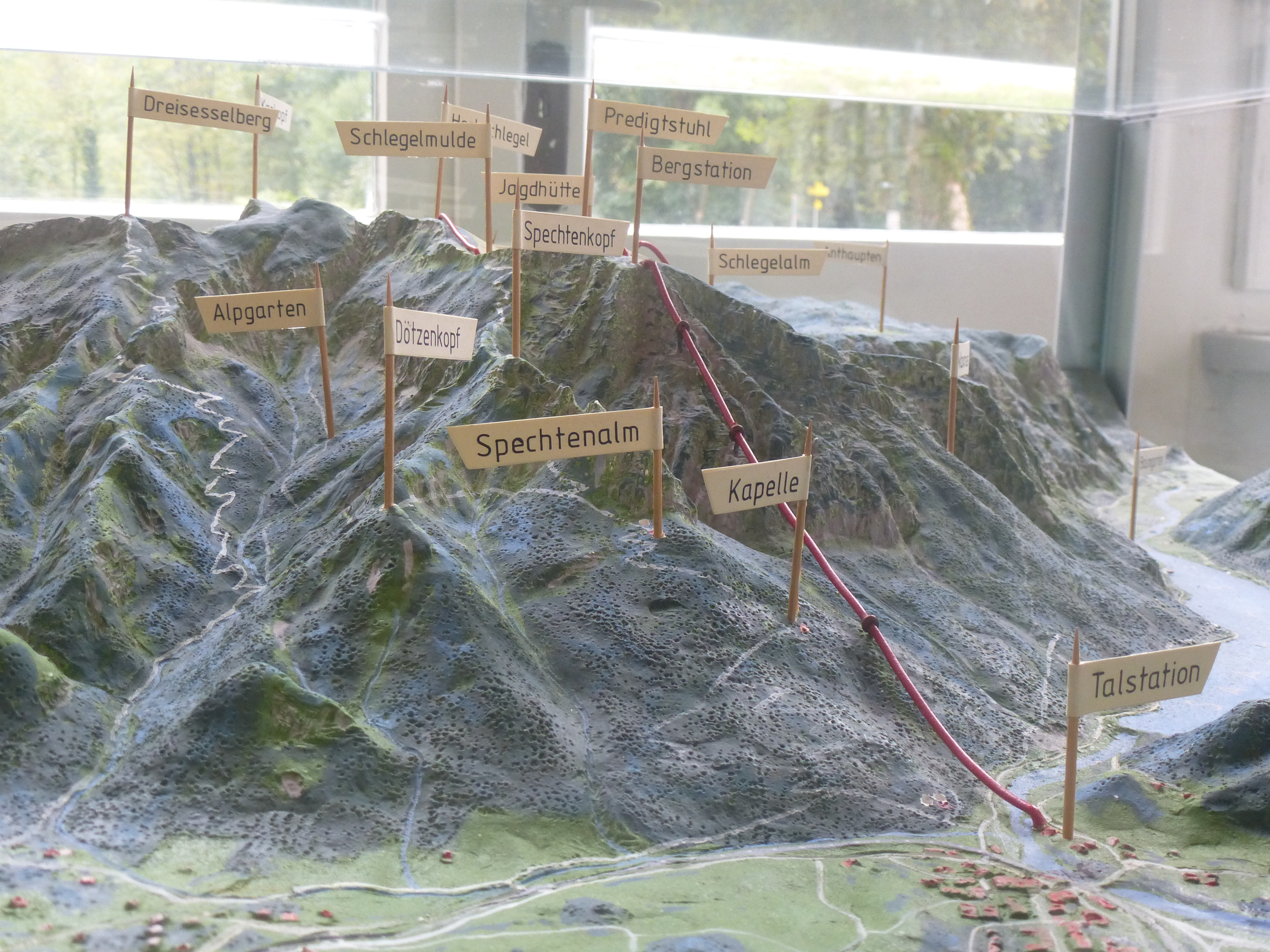
Modell Streckenführung
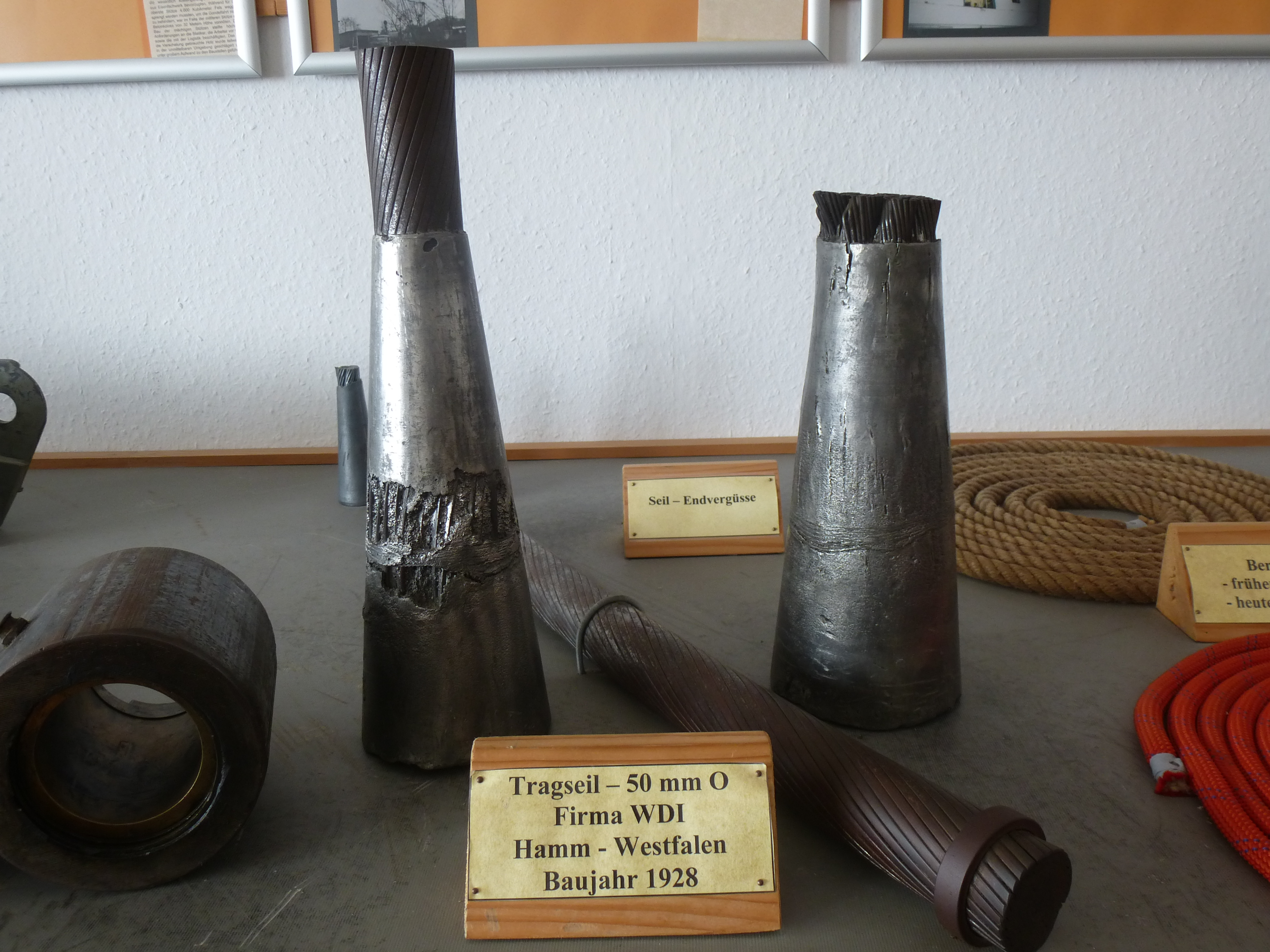
Tragseil und Vergusskegel

## Eigentümer
Im Februar 2009 musste die Predigtstuhlbahn Insolvenz anmelden, der Fahrbetrieb wurde jedoch aufrechterhalten. Es kam zu Verhandlungen mit mehreren potentiellen Investoren über den Kauf der Bahn.
Im Dezember 2012 wurde bekannt, dass die Bahn samt Berghotel und der Alm in der Schlegelmulde mit Wirkung zum 1. Januar 2013 von der „Marga und Josef Posch GmbH & Co. KG“ erworben wurde. Der Kaufpreis soll 1 Million Euro betragen haben. Erwägungen des Stadtrates, im Rahmen eines vermeintlichen Vorkaufsrechtes die Anlage zu erwerben, kamen nicht zur Umsetzung, da nach Ansicht der Stadtverwaltung kein Vorkaufsrecht bestanden hat. Die Marga und Josef Posch GmbH & Co. KG wurde zum 11. März 2019 in Predigtstuhlbahn GmbH & Co. KG umfirmiert und gehört weiterhin zur Unternehmensgruppe Max Aicher.